# Faure Gnassingbé
Faure Essozimna Gnassingbé (nascut el 6 de juny de 1966 a Afagnan, Togo) és un polític togolès, President de Togo des del 2005. Després d'un primer període de president interí de Togo entre el 7 i el 25 de febrer del 2005, assolí el càrrec de president del país de manera oficial el 4 de maig de 2005. El 6 de març del 2010 va ser reelegit president de la República de Togo.

## Vida

### Inicis en la política
Faure Gnassingbé és fill del l'ex-president togolès Gnassingbé Eyadéma.
Es va llicenciar en economia i gestió a la Universitat París-Dauphine i va estudiar un MBA a la Universitat George Washington. Fou membre del Parlament de Togo per la circumscripció de Blitta pel partit Rassemblement du peuple togolais (RPT) i el 29 de juliol del 2003 fou nomenat ministre de Treballs públics, de Mines i de Telecomunicacions en el govern de Koffi Sama.

### Herència de Gnassingbé Eyadéma
La seva nominació com a president de la República de Togo ja havia estat previnguda degut al mal estat de salut del seu pare. El desembre del 2002, Gnassingbé Eyadema havia fet canviar la Constitució del seu país amb mesures com l'escurçament de l'edat necessària per a poder ser president, de 45 a 35 anys. Així, va preveure que el seu fill es pogués presentar a les eleccions presidencials del 2003 si ell no ho podia fer.
Amb l'aval de Jacques Chirac va canviar la Constitució el desembre del 2002, Eyadéma es va tornar a presentar a les eleccions presidencials que va guanyar amb el 52% dels vots. Llavors va fer entrar a Faure al govern amb el càrrec de Ministeri de Treballs públics, Mines i Telecomunicacions.
El 5 de febrer del 2005 va morir el seu pare i, amb l'ajuda d'uncop d'estat de l'exèrcit, Faure va ser nomenat president. Sota la pressió de l'oposició, de la Unió Africana i de la comunitat internacional, Faure Gnassingbé va renunciar al seu càrrec i va anunciar eleccions al cap de seixanta dies. En aquell moment també va renunciar a la modificació de la constitució votada el dia posterior a la mort de son pare. El 25 de febrer va renunciar al seu mandat i el poder passà en mans d'un president interí i ell va esdevenir candidat presidencial.

### Eleccions presidencials de 2005
Faure va guanyar amb el 60,6% dels vots les eleccions presidencials que es van celebrar el 24 d'abril de 2005 que van estar marcades perquè el seu escrutini va ser interromput per les forces armades togoleses.
L'oposició va acusar que hi havia hagut irregularitats i hi va haver enfrontaments entre els seus seguidors i les milícies del partit governamental, Rassemblement du Peuple Togolais ajudades per 2.500 militars. La Ligue togolaise des droits de l'homme va denunciar que uns 790 opositors foren morts, que la versió oficial va reduir en 154 morts. L'ONU va considerar que aquests incidents van provocar entre 400 i 500 morts.
El 3 de maig, la Cort constitucional va confirmar els resultats que van donar com a guanyador a Faure Gnassingbé i aquest va prendre el poder el 4 de maig. El Ministre d'afers exteriors francès va felicitar el guanyador.
Durant aquest mandat, el president fou rebut oficialment a molt pocs països occidentals. Les eleccions de 2007 també li van ser favorables, tot i que la seva representació també va ésser qüestionada degut a la redistribució favorable al partit del govern perquè en algunes regions favorables al govern en el poder feien falta molts menys electors per a guanyar un escó.

### Eleccions presidencials de 2010
El 7 de març del 2010, el president de la Comissió Electoral nacional independent, Issifou Taffa Taiou, va declarar a Faure guanyador de les eleccions presidencials del 5 de març amb el 60,9% dels sufragis. Tots els candidats de l'oposició van dir que els resultats eren fraudulents. Faure va prendre possessió del càrrec novament el 3 de maig al port de Lomé mentre havia tret a centenars de militars als carrers de Lomé.

## Controvèrsies
François Akila Esso Boko, antic ministre de l'interior togolès va acusar Faure Gnassinbé i al seu germà Kpatcha que la presidència de Togo s'havia convertit en hereditària.
El 2008 Faure va comprar com a cotxe presidencial un Maybach que va costar 1,8 milions d'euros al mateix temps que demanava préstecs a la Unió Europea per a millorar les infraestructures del país.
Faure Gnassingbé va tenir un conflicte amb el president de Ghana, John Kufuor, quan va deixar embarassada la seva filla. Això va succeir quan ja es sabia que Faure tenia vuit dones, amb les que havia tingut 11 fills

## Distincions i condecoracions
- Gran Creu de l'Ordre Nacional del Benín (2011).[17]
- Comandant de l'Ordre internacional de les Palmes acadèmiques del Consell africà i malgaix per l'ensenyament superior (2010).[18]